# Evoplosoma
Evoplosoma is een geslacht van zeesterren uit de familie Goniasteridae.

## Soorten
- Evoplosoma augusti Koehler, 1909
- Evoplosoma claguei Mah, Nizinski & Lundsten, 2010
- Evoplosoma forcipifera Fisher, 1906
- Evoplosoma scorpio Downey, 1981
- Evoplosoma tasmanica (McKnight, 2006)
- Evoplosoma timorensis Aziz & Jangoux, 1985
- Evoplosoma virgo Downey, 1982
- Evoplosoma voratus Mah, Nizinski & Lundsten, 2010
- Evoplosoma watlingi Mah, 2015